# Bandera de Benavent de Segrià

## Descripció
Bandera apaïsada, de proporcions dos d'alt per tres de llarg, vermella, amb un pal centrat blanc de gruix 2/9 de la llargària del drap, amb un sautor groc al damunt, de gruix 1/6 de l'alçària del mateix drap.

## Història
Es va publicar en el DOGC el 19 de febrer del 1997.